# روبرت فرنسيس هينيسي
روبرت فرنسيس هينيسي (بالإنجليزية: Robert Francis Hennessey)‏ هو كاهن كاثوليكي أمريكي، ولد في 20 أبريل 1952 في جنوب بوسطن ‏ في الولايات المتحدة.